# Local 9
Local 9 es una banda de hard rock formada en 2006 por el baterista Julio JJ. Posteriormente se unieron a la banda el bajista David Marqués y el guitarrista José Luis Galán, en noviembre de 2014 David Tormo y a principios de 2015 Miki completa la formación. Tras varios años de composición, su primera producción musical es lanzada en 2011.

## Historia
En julio de 2006 el batería Julio JJ crea el embrión de lo que será un nuevo proyecto musical. Posteriormente, en febrero de 2008, el bajista David Marqués se une a la banda, y José Luis Galán en la guitarra rítmica, le acompaña en julio de 2011. En 2011 publican un EP, con cuatro temas, titulado Pacto de diablos. A finales del año 2012 graban su primer videoclip bajo la dirección de David X Myers, del tema homónimo al EP.
En el año 2013 graban su primer disco en los estudios Fireworks de Masanasa, titulado Local 9 con la novedad de que sus canciones contienen letras en español y chino. y colaboraciones del bajista de Dragonfly, Juanba Nadal y del líder de Zarpa Vicente Feijóo; y de artistas Chinos, como Lan Xi Huang, tocando la pipa. En marzo de ese mismo año el grupo realiza la presentación del disco en el Instituto Confucio de la Universidad de Valencia, con una gran repercusión en los medios de comunicación, tanto españoles como chinos afincados en Europa.
En febrero de 2014 lanzan un disco conjunto con José Andrëa y Uróboros titulado Juntos pero revueltos, y un videoclip del tema «Sólo puedo anidar en ti». Dicha canción está basada en la historia de la escritora china Sanmao, y su marido José María Quero, de nacionalidad española.
En noviembre de 2014 entra a formar parte de la banda David Tormo y a principios de 2015 Miki completa la formación, con la que se edita en mayo de 2016 el disco "Sinergia", grabado entre los estudios DT Sound de Cocentaina y Fireworks de Masanasa, mezclado por Gorka Alegre y masterizado por Mika Jussila en los estudios Finnvox de Helsinki. Y con la colaboración de la soprano María José Martos en el tema "Valor para recordar", dedicado a las víctimas de atentados de ETA.

## Componentes
- David Tormo - Guitarra solista
- JJ - Batería
- David Marqués - Bajo
- José Luis Galán - Guitarra rítmica
- Miki - Voz

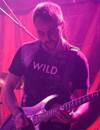
David Tormo Guitarra eléctrica
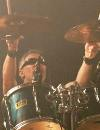
JJ Batería
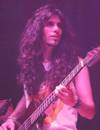
David Marqués bajo
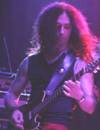
José Luis Galán Guitarra eléctrica
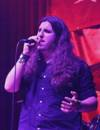
Miki Voz

## Discografía

### Pacto de diablos (EP) - 2011
| N.º | Título               | Duración |  |
| 1.  | «A un loco especial» |          |  |
| 2.  | «Imposible»          |          |  |
| 3.  | «Pacto de Diablos»   |          |  |
| 4.  | «Tan sólo con mirar» |          |  |

### Local 9 - 2013
| N.º | Título                                              | Duración |  |
| 1.  | «La cerradura»                                      |          |  |
| 2.  | «Mujer loba»                                        |          |  |
| 3.  | «Imposible»                                         |          |  |
| 4.  | «Predicador»                                        |          |  |
| 5.  | «Tan sólo con mirar»                                |          |  |
| 6.  | «Es mi camino» (con Vicente Feijóo (Zarpa))         |          |  |
| 7.  | «Transmutación»                                     |          |  |
| 8.  | «Perro callejero»                                   |          |  |
| 9.  | «Pacto de diablos»                                  |          |  |
| 10. | «No saben despertar» (con Juanba Nadal (Dragonfly)) |          |  |
| 11. | «Sólo puedo anidar en ti»                           |          |  |
| 12. | «A un loco especial»                                |          |  |

| Bonus track |                                                   |          |  |
| N.º         | Título                                            | Duración |  |
| 1.          | «Imposible» (versión español-chino)               |          |  |
| 2.          | «Pacto de diablos» (Código QR enlace a videoclip) |          |  |

### Juntos pero revueltos - 2014
| N.º | Título                                                                  | Duración |  |
| 1.  | «Es mi camino»                                                          |          |  |
| 2.  | «La canción de los deseos» (con colaboración de José Andrëa y Uróboros) |          |  |
| 3.  | «Tan sólo con mirar»                                                    |          |  |
| 4.  | «A cubazos» (con colaboración de José Andrëa y Uróboros)                |          |  |
| 5.  | «Sólo puedo anidar en ti» (con colaboración de José Andrëa y Uróboros)  |          |  |

### Sinergia - 2016
| N.º | Título                                                                   | Duración |  |
| 1.  | «Sinergia»                                                               |          |  |
| 2.  | «Bajo tus alas negras»                                                   |          |  |
| 3.  | «Informal»                                                               |          |  |
| 4.  | «El expreso de medianoche»                                               |          |  |
| 5.  | «Sombras de la luz»                                                      |          |  |
| 6.  | «El rock de mi barrio»                                                   |          |  |
| 7.  | «Un mundo nuevo»                                                         |          |  |
| 8.  | «Otro lugar»                                                             |          |  |
| 9.  | «Valor para recordar» (con colaboración de la Soprano María José Martos) |          |  |
| 10. | «Epílogo»                                                                |          |  |